# Федеріко Майор Сарагоса
Федеріко Майор Сарагоса (ісп. Federico Mayor Zaragoza; 27 січня 1934, Барселона, Іспанія — 19 грудня 2024, Мадрид, Іспанія) — іспанський учений, письменник, політик, державний діяч, генеральний директор ЮНЕСКО (1987–1999).

## Біографія
Закінчив Мадридський університет Комплутенсе (1956) за спеціальністю біохімія. У 1958 захистив докторську дисертацію з фармакології.
У 1964 став професором біохімії факультету фармакології Університету Гранади. Був ректором цього університету (1968–1972).
З 1973 — професор біохімії Автономного університету Мадрида. Активно сприяв створенню в 1974 центру молекулярної біології ім. Северо Очоа при цьому університеті та Вищій раді з наукових досліджень.
Заступник міністра освіти та науки Іспанії (1974–1975), радник голови уряду Іспанії (1977–1978), депутат парламенту (Генеральні кортеси Іспанії) від Союзу демократичного центру по Гранадському виборчому округу (1977–1978), міністр освіти та науки (1981–1982), депутат Європейського парламенту від Іспанії (1987–1989), з 1978 року — заступник генерального директора ЮНЕСКО.
З 1987 року Федеріко Майор Сарагоса — генеральний директор ЮНЕСКО. Його попередником на цій посаді був Амаду Махтар М'Боу, а наступником — Коіхіро Мацуура.
Особливу увагу на цьому посту Ф. Майор Сарагоса приділяв правам людини, мирному співіснуванню й толерантності в ім'я миру. Під його керівництвом в ЮНЕСКО створена програма «Культура миру» з основними розділами: освіта заради миру, права людини й демократія, боротьба проти ізоляції та бідності, захист культурної різноманітності та міжкультурний діалог, попередження конфліктів та укріплення миру. 
Сприяв створенню міжнародної Дельфійської організації та Міжнародних Дельфійських ігор, проведенню в Санкт-Петербурзі Першого Дельфійського Конгресу (1996) та Другого Всесвітнього Дельфійському Конгресу в Тбілісі (1997) одночасно з першими Міжнародними Дельфійськими іграми.
У 1997 став почесним доктором  Національного університету «Києво-Могилянська академія».
З 1996 — член Комісії з  розробки Хартії Землі, прийнятої в березні 2000 на зборах Комісії в Паризькій штаб-квартирі ЮНЕСКО.
У 2002 заснував Всесвітній форум громадянських суспільних мереж. У грудні 2002 призначений на посаду голови експертної групи Європейської дослідницької ради.
У 2005 став співголовою Групи високого рівня Альянсу цивілізацій при Генеральному секретареві ООН, брав участь у підготовці Всесвітнього соціального форуму в Порту-Алегрі, Бразилія.
Є президентом Ініціативи з науки в Європі, почесним головою Академії Миру, засновником та президентом міжнародного Фонду культури світу (з 2000). Спільно з Мадридським Університетом Хуана Карлоса I, цей Фонд щорічно проводить курс «Культури світу», присвячений демократії, правам людини, дослідженню  конфліктів. У грудні 2000 Фонд організував міжнародну конференцію, яка прийняла Мадридську декларацію.
Крім багатьох наукових публікацій, Ф. Майор Сарагоса видав чотири поетичних збірки: «A contraviento» («Проти вітру», 1985), «Aguafuertes» («Гравюри», 1991), «El fuego y la esperanza» («Полум’я  та надія», 1996), «Terral» («Береговий вітер», 1997), та низку творів:  «Un mundo nuevo» («Новий світ», 1999), «Los nudos gordianos» («Гордієві вузли», 1999), «Mañana siempre es tarde» («Завтра завжди спізнюється», 1987), «La nueva página» («Нова сторінка», 1994), «Memoria del futuro» («Спогади майбутнього», 1994), «La paix demain?» («Завтрашній світ?», 1995), «Science and Power» («Наука та влада», 1995) и «Un idéal en action» («Ідеал діяльності», 1996).
Помер 19 грудня 2024 року.